# Statue cube
La statue cube est un type de statue, typique de l'art de l'Égypte antique, dans lequel le buste et les jambes du sujet sont ramenés dans une forme cubique. On s'est interrogé sur la signification d'une telle posture : figuration du mort sous l'apparence d'un gardien assis à la porte du temple, soumission à un supérieur ou expression de la renaissance du mort au passage du soleil ?

## Origine
Ces statues cubes apparaissent aussi bien dans les temples que dans les tombes :
- Dans un temple, une telle effigie doit permettre au défunt représenté de participer au culte du dieu et d'en obtenir protection et vie éternelle. En effet, les repas offerts chaque jour à la table du dieu sont replacés devant les statues des particuliers, où ils sont présentés comme nourriture.
- Dans une tombe, la statue prend place dans le culte funéraire, au cours duquel la subsistance éternelle est assurée par la prière et les offrandes apportées par les familles et les prêtres.

Cette statuaire remonte au Moyen Empire et a connu une longue postérité, il ne faut donc pas exclure que sa fonction ait pu également évoluer.

Diverses statues cube
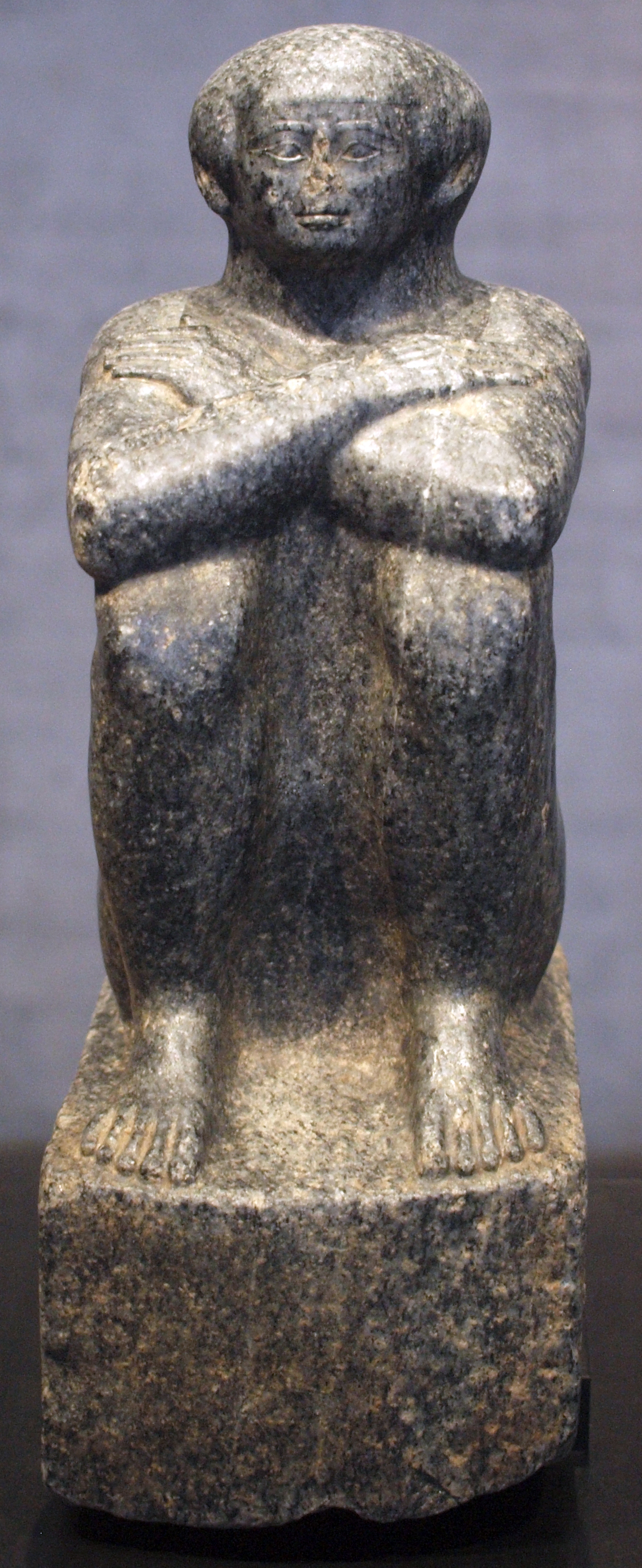
Général Nesmonth. Anorthosite gneiss. XIIe dynastie. Munich
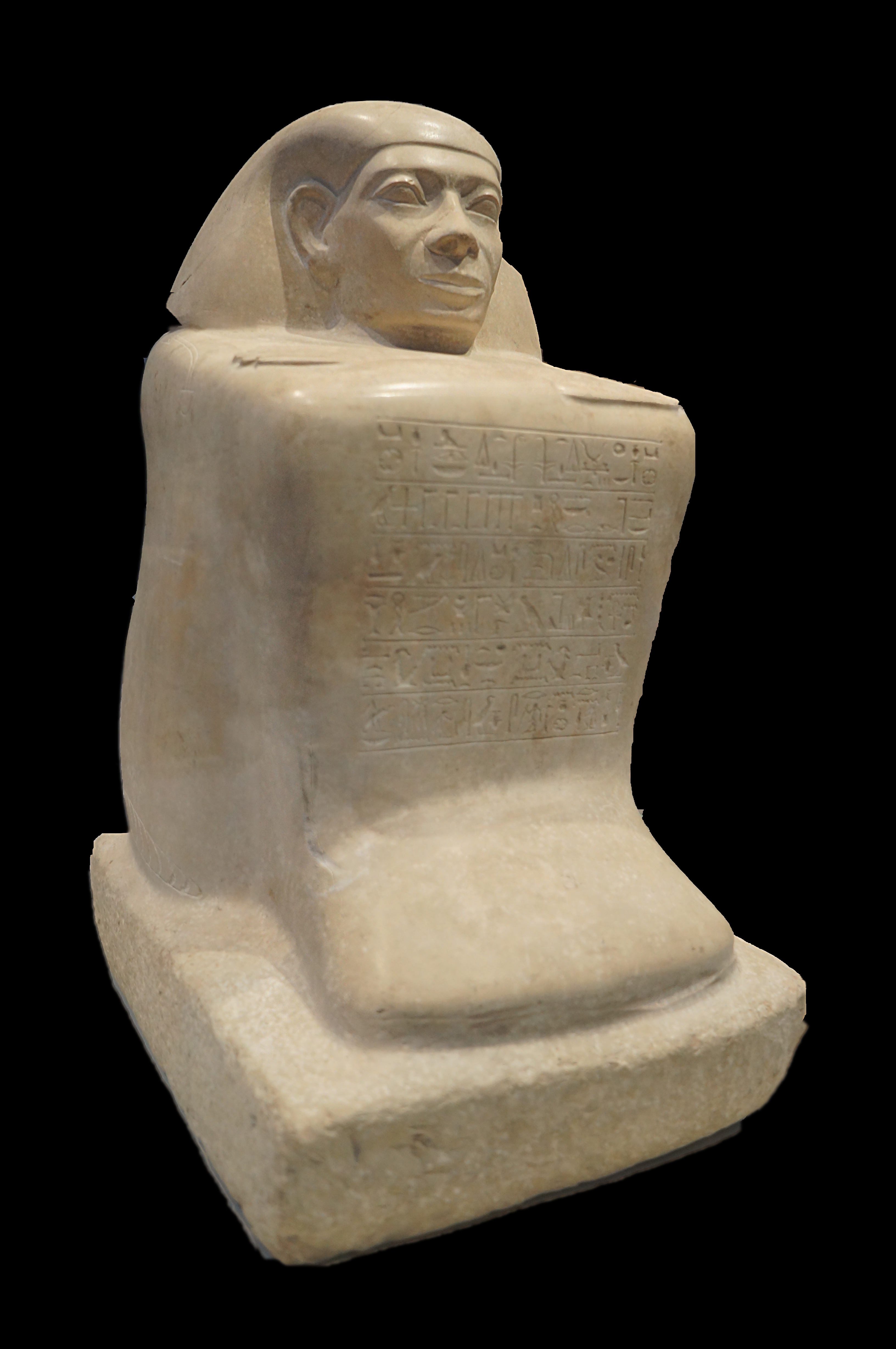
Statue cube en offrande du roi pour un employé. Abydos. V. 1790-1700. Calcaire H 45 cm XIIe dynastie. Louvre-Lens
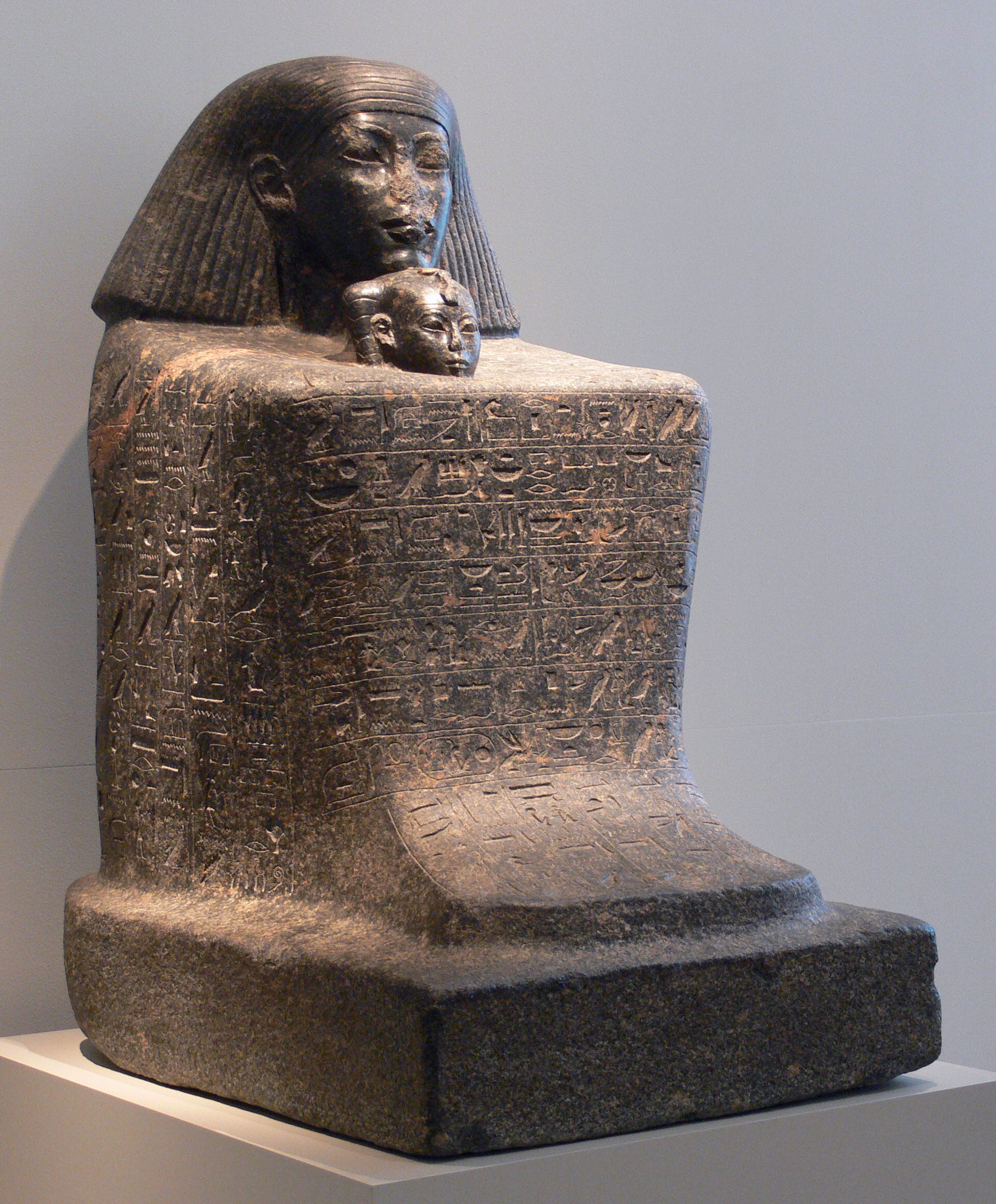
Sénènmout et la princesse Néférourê. v. 1475 XVIIIe dynastie. Neues Museum
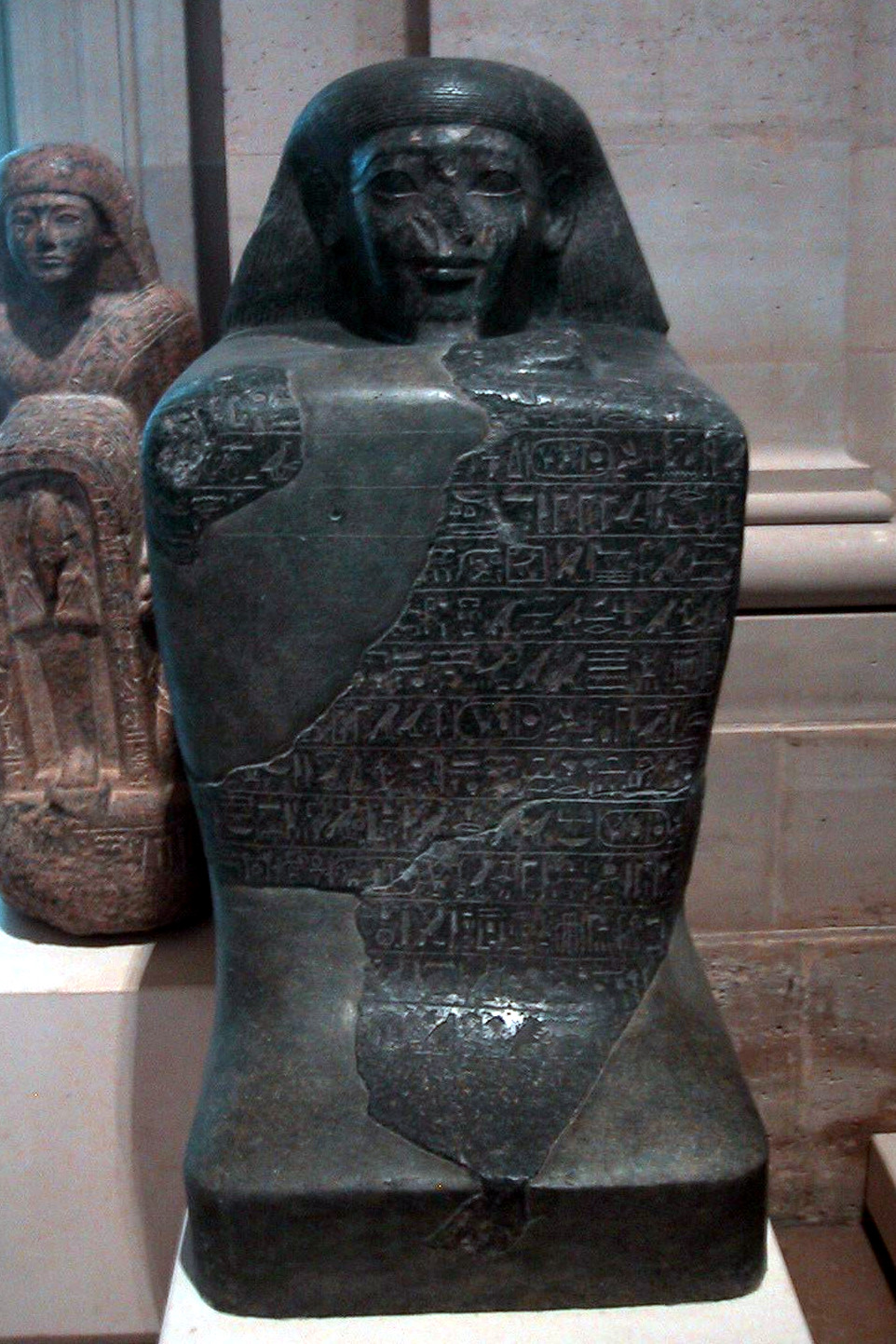
Hapouseneb, 1er prophète d'Amon sous Hatchepsout, v. -1460 XVIIIe dynastie. Louvre
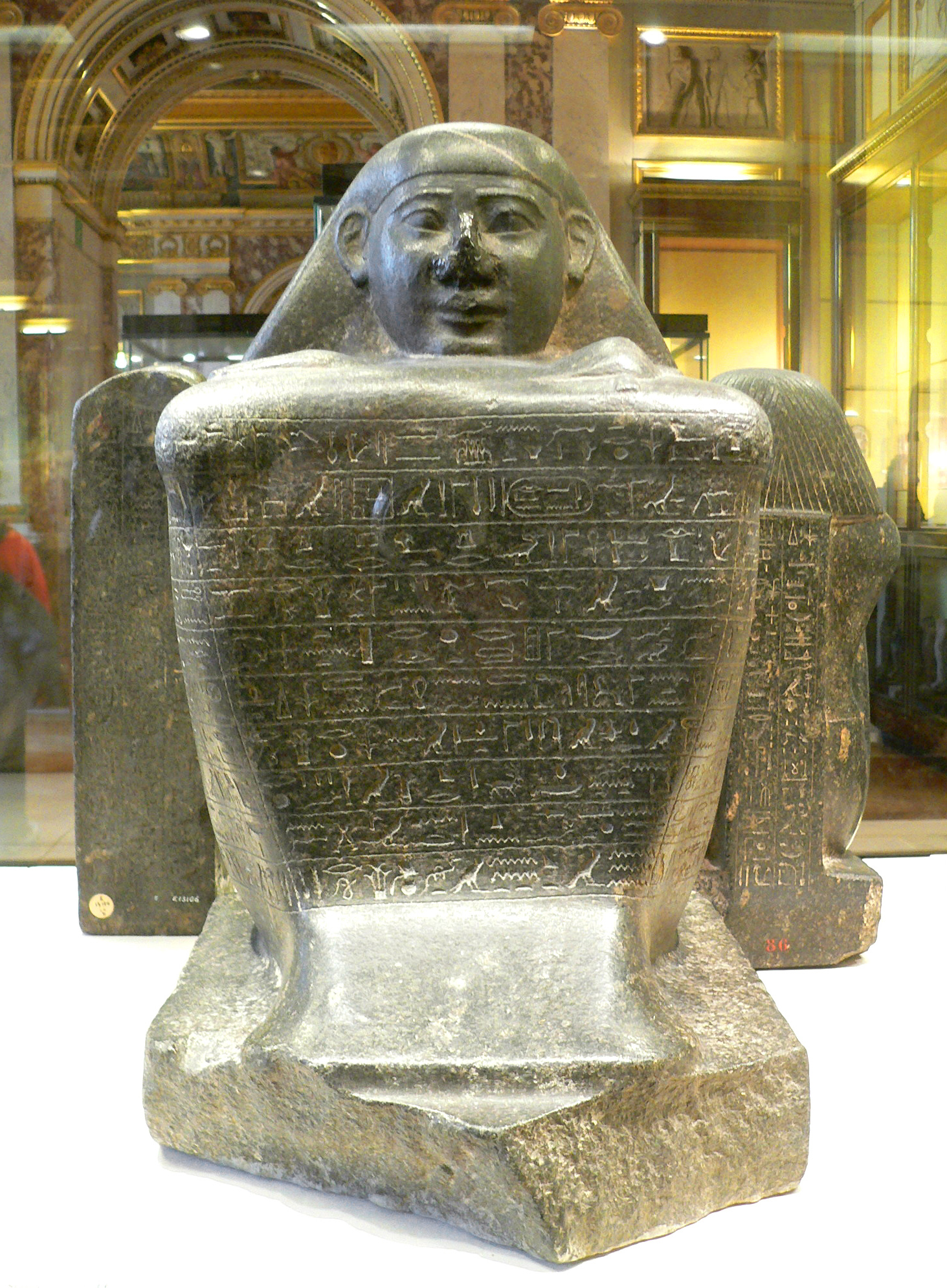
Harouah, intendant de la divine adoratrice d'Amon Amenardis, v -700 XXVe dynastie. Louvre
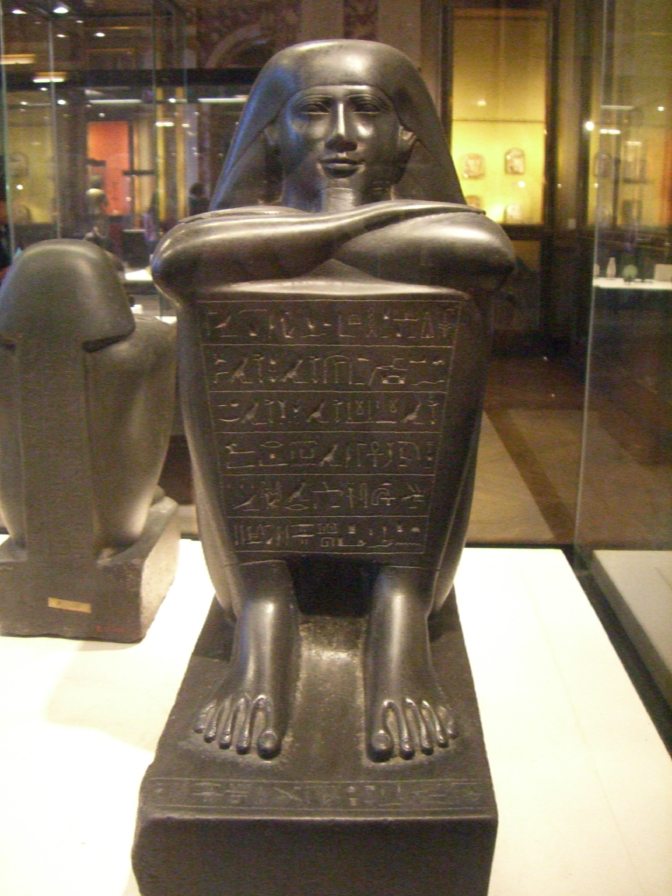
Pa-di-Chahdedet, général sous Psammétique Ier (664-610) XXVIe dynastie. Louvre